# Włodzimierz Zuzga
Włodzimierz Zuzga (ur. 1951, zm. 26 lipca 2025) – polski wydawca, prezes Konsystorza Kościoła Ewangelicko-Reformowanego w RP. 

## Życiorys

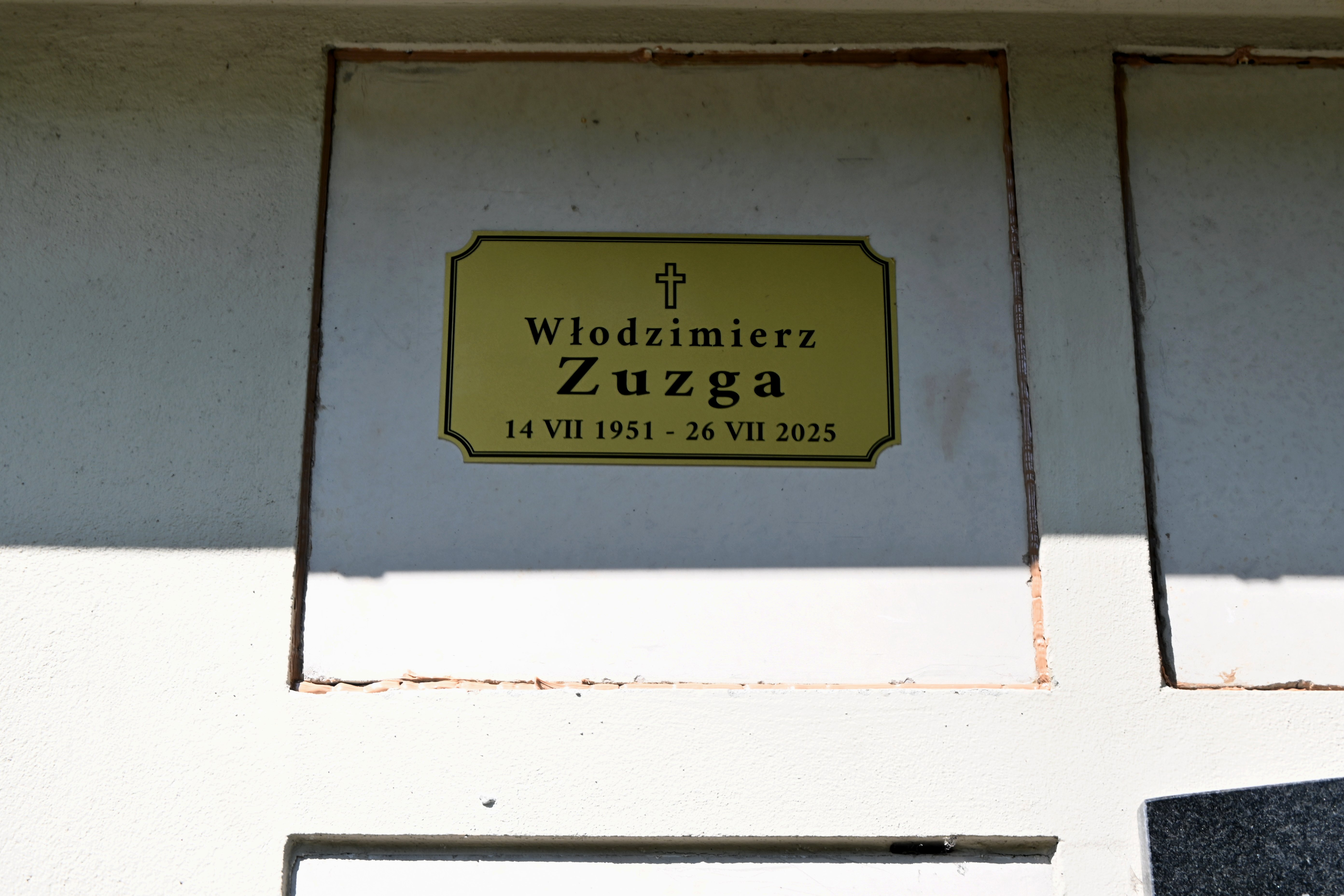
Grób Włodzimierza Zuzgi na cmentarzu ewangelicko-reformowanym w Warszawie

Był delegatem na Synod oraz członkiem Konsystorza Kościoła Ewangelicko-Reformowanego w RP. W 1989 roku Synod wybrał go na prezesa Konsystorza na trzyletnią kadencję. Następnie był wieloletnim działaczem Komisji Informacji, Dokumentacji i Wydawnictw. 
Na początku lat 90. XX wieku razem ze swoją małżonką Heleną Ratomską, założył Wydawnictwo Naukowe Semper.

## Wybrana bibliografia autorska
- Mały słownik myślicieli Kościoła Zachodniego XIX i XX wieku (Wydawnictwo Naukowe Smper, Warszawa, 1992; ISBN:8390052334)
- Wójt czyli Michnik z Tischnerem obgadani (Wydawnictwo Naukowe Smper, Warszawa, 1995; ISBN:8385810846)

## Tłumaczenia z języka rosyjskiego
- Edgar T. Sokołow – Centaur czyli Jak matematyka pomaga fizyce (Państwowe Wydawnictwo Naukowe, Warszawa, 1987; ISBN:8301070161)
- A. N. Matwiejew – Fizyka cząsteczkowa (Państwowe Wydawnictwo Naukowe, Warszawa, 1989; ISBN:8301073896)
- A. A. Iljuszyn, W.A. Łomakin, A.P. Szmakow – Mechanika ośrodków ciągłych w zadaniach i ćwiczeniach (Państwowe Wydawnictwo Naukowe, Warszawa, 1987; ISBN:8301068930)
- W. A. Ugarow – Szczególna teoria względności (Państwowe Wydawnictwo Naukowe, Warszawa, 1985; ISBN:8301058161)
- I. S. Słobodecki, L. G. Asłamazow – Zadania z fizyki (Państwowe Wydawnictwo Naukowe, Warszawa, 1985; ISBN:8301060611)